# Sarzay
Cet article possède un paronyme, voir Sarzeau.
Sarzay est une commune française située dans le département de l'Indre, en région Centre-Val de Loire.

## Géographie

### Localisation
La commune est située dans le sud du département, dans la région naturelle du Boischaut Sud. Elle est au « Centre de la France ».
Les communes limitrophes sont : Tranzault (5 km), Fougerolles (5 km), Montipouret (5 km), Nohant-Vic (6 km), Montgivray (6 km), Chassignolles (7 km).
Les communes chefs-lieux et préfectorales sont : Neuvy-Saint-Sépulchre (7 km), La Châtre (7 km), Châteauroux (28 km), Issoudun (39 km) et Le Blanc (64 km).

### Hameaux et lieux-dits
Les hameaux et lieux-dits de la commune sont : Vignonnet, Montgarni et Fragne.

### Géologie et hydrographie
La commune est classée en zone de sismicité 2, correspondant à une sismicité faible.
Le territoire communal est arrosé par les rivières Vauvre et Couarde. Le confluent de ces deux cours d'eau est sur le territoire de la commune.

### Climat
Pour des articles plus généraux, voir Climat du Centre-Val de Loire et Climat de l'Indre.
En 2010, le climat de la commune est de type climat océanique dégradé des plaines du Centre et du Nord, selon une étude du CNRS s'appuyant sur une série de données couvrant la période 1971-2000. En 2020, Météo-France publie une typologie des climats de la France métropolitaine dans laquelle la commune est exposée à un climat océanique altéré et est dans la région climatique Ouest et nord-ouest du Massif Central, caractérisée par une pluviométrie annuelle de 900 à 1 500 mm, maximale en automne et en hiver.
Pour la période 1971-2000, la température annuelle moyenne est de 11,2 °C, avec une amplitude thermique annuelle de 15,2 °C. Le cumul annuel moyen de précipitations est de 807 mm, avec 11,6 jours de précipitations en janvier et 7,3 jours en juillet. Pour la période 1991-2020, la température moyenne annuelle observée sur la station météorologique de Météo-France la plus proche, « Jeu-les-Bois-Auto », sur la commune de Jeu-les-Bois à 12 km à vol d'oiseau, est de 12,0 °C et le cumul annuel moyen de précipitations est de 746,6 mm,.

### Voies de communication et transports
Le territoire communal est desservi par les routes départementales : 41, 41A, 49, 51 et 927.

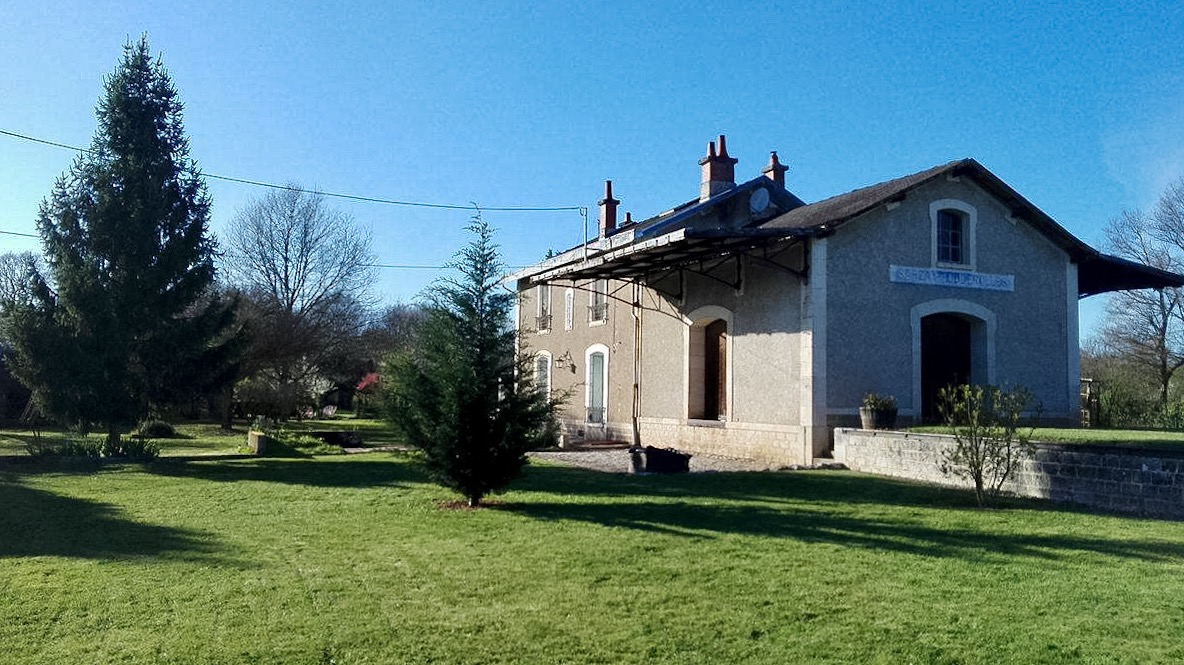
L'ancienne gare de Sarzay - Fougerolles en 2018.

La ligne d'Argenton-sur-Creuse à La Chaussée passait par le territoire communal, une gare (Sarzay - Fougerolles) desservait la commune. Les gares ferroviaires les plus proches sont les gares de Châteauroux (31 km) et Argenton-sur-Creuse (32 km).
Sarzay est desservie par la ligne F du Réseau de mobilité interurbaine.
L'aéroport le plus proche est l'aéroport de Châteauroux-Centre, à 35 km.
Le territoire communal est traversé par le sentier de grande randonnée 46 et par le sentier de grande randonnée 654.

## Urbanisme

### Typologie
Au 1er janvier 2024, Sarzay est catégorisée commune rurale à habitat très dispersé, selon la nouvelle grille communale de densité à sept niveaux définie par l'Insee en 2022.
Elle est située hors unité urbaine. Par ailleurs la commune fait partie de l'aire d'attraction de Châteauroux, dont elle est une commune de la couronne,. Cette aire, qui regroupe 71 communes, est catégorisée dans les aires de 50 000 à moins de 200 000 habitants,.

### Occupation des sols
L'occupation des sols de la commune, telle qu'elle ressort de la base de données européenne d’occupation biophysique des sols Corine Land Cover (CLC), est marquée par l'importance des territoires agricoles (99 % en 2018), une proportion identique à celle de 1990 (99 %). La répartition détaillée en 2018 est la suivante : 
prairies (43 %), terres arables (39,1 %), zones agricoles hétérogènes (16,8 %), forêts (1 %). L'évolution de l’occupation des sols de la commune et de ses infrastructures peut être observée sur les différentes représentations cartographiques du territoire : la carte de Cassini (XVIIIe siècle), la carte d'état-major (1820-1866) et les cartes ou photos aériennes de l'IGN pour la période actuelle (1950 à aujourd'hui).

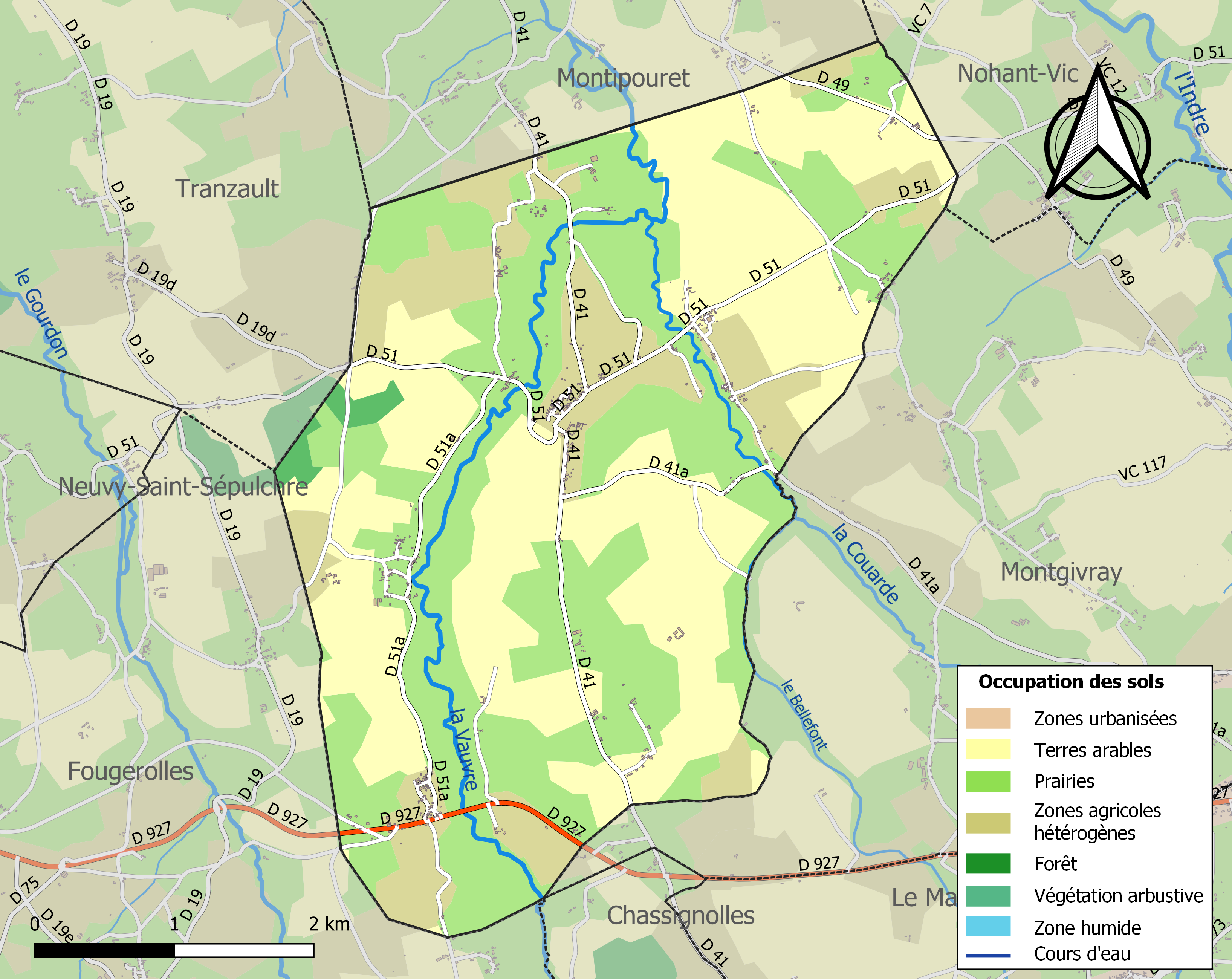
Carte des infrastructures et de l'occupation des sols de la commune en 2018 (CLC).

### Logement
Le tableau ci-dessous présente le détail du secteur des logements de la commune :
| Date du relevé                                              | 2013   |
| Nombre total de logements                                   | 226    |
| Résidences principales                                      | 65 %   |
| Résidences secondaires                                      | 19,9 % |
| Logements vacants                                           | 15 %   |
| Part des ménages propriétaires de leur résidence principale | 86,4 % |

### Risques majeurs
Le territoire de la commune de Sarzay est vulnérable à différents aléas naturels : météorologiques (tempête, orage, neige, grand froid, canicule ou sécheresse), mouvements de terrains et séisme (sismicité faible). Un site publié par le BRGM permet d'évaluer simplement et rapidement les risques d'un bien localisé soit par son adresse soit par le numéro de sa parcelle.

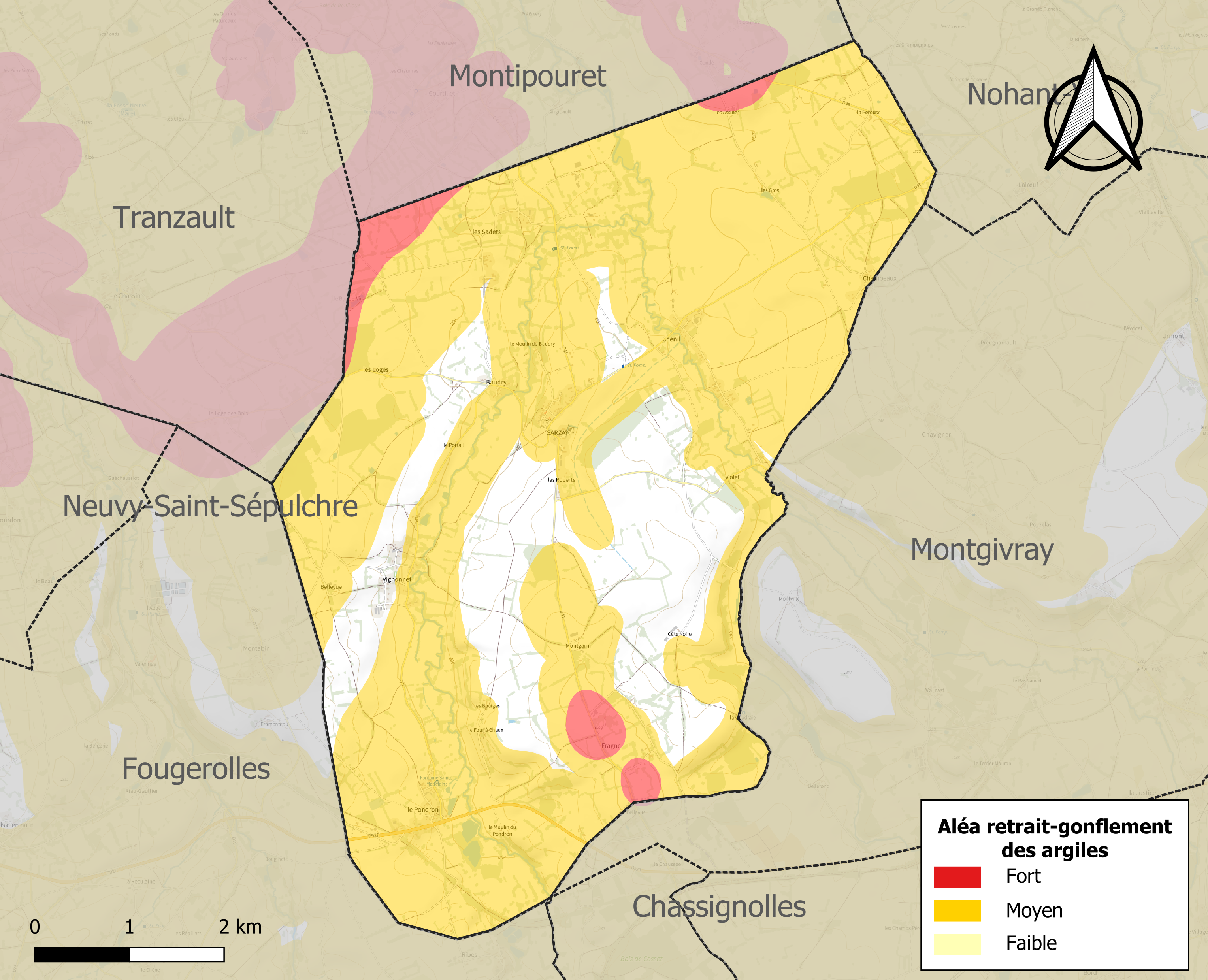
Carte des zones d'aléa retrait-gonflement des sols argileux de Sarzay.

Les mouvements de terrains susceptibles de se produire sur la commune sont des tassements différentiels.
Le retrait-gonflement des sols argileux est susceptible d'engendrer des dommages importants aux bâtiments en cas d’alternance de périodes de sécheresse et de pluie. 80 % de la superficie communale est en aléa moyen ou fort (84,7 % au niveau départemental et 48,5 % au niveau national). Sur les 229 bâtiments dénombrés sur la commune en 2019, 205 sont en aléa moyen ou fort, soit 90 %, à comparer aux 86 % au niveau départemental et 54 % au niveau national. Une cartographie de l'exposition du territoire national au retrait gonflement des sols argileux est disponible sur le site du BRGM,.
Concernant les mouvements de terrains, la commune a été reconnue en état de catastrophe naturelle au titre des dommages causés par la sécheresse en 1989, 1998, 2002, 2011, 2018 et 2019 et par des mouvements de terrain en 1999.

## Toponymie
Le nom de la localité est attesté sous les formes Parrochia de Serazio en 1300, Cerezay au XIIIe siècle, Sersayum en 1327, de Serazaio au XIVe siècle, de Sarzeio seu de Sareiaco en 1648.

## Histoire
La paroisse dépendait de l'archevêché de Bourges. La seigneurie de Sarzay appartint à la famille de Barbançois qui construisit le château et en resta propriétaire jusqu'en 1720 ; elle fut érigée en marquisat en 1651. L'édifice servit de cadre à George Sand pour son roman Le Meunier d'Angibault.
La communauté de Sarzay traverse une grave crise démographique au début du XVIIIe siècle, puisqu’elle passe de 95 feux en 1709 à 74 en 1726, soit une perte d’environ un cinquième de la population. L’hiver de 1709-1710 notamment cause de nombreuses pertes, ainsi que la grande canicule de 1719 (qui tua beaucoup par dysenterie).

## Politique et administration
La commune dépend de l'arrondissement de La Châtre, du canton de Neuvy-Saint-Sépulchre, de la deuxième circonscription de l'Indre et de la communauté de communes de La Châtre et Sainte-Sévère.
| Période    | Période  | Identité        | Étiquette | Qualité    |
| ---------- | -------- | --------------- | --------- | ---------- |
| avant 1988 | ?        | André Lacou     |           |            |
| mars 2001, | 2020     | Patrick Lacou   | DVD       | Professeur |
| 2020       | En cours | Chantale Bigrat |           |            |

## Population et société

### Démographie
L'évolution du nombre d'habitants est connue à travers les recensements de la population effectués dans la commune depuis 1793. Pour les communes de moins de 10 000 habitants, une enquête de recensement portant sur toute la population est réalisée tous les cinq ans, les populations de référence des années intermédiaires étant quant à elles estimées par interpolation ou extrapolation. Pour la commune, le premier recensement exhaustif entrant dans le cadre du nouveau dispositif a été réalisé en 2008.

En 2022, la commune comptait 300 habitants, en évolution de −4,15 % par rapport à 2016 (Indre : −3 %, France hors Mayotte : +2,11 %).
| 1793 | 1800 | 1806 | 1821 | 1831 | 1836 | 1841 | 1846 | 1851 |
| ---- | ---- | ---- | ---- | ---- | ---- | ---- | ---- | ---- |
| 666  | 467  | 526  | 544  | 682  | 701  | 644  | 645  | 638  |

| 1856 | 1861 | 1866 | 1872 | 1876 | 1881 | 1886 | 1891 | 1896 |
| ---- | ---- | ---- | ---- | ---- | ---- | ---- | ---- | ---- |
| 645  | 649  | 692  | 705  | 697  | 669  | 746  | 759  | 765  |

| 1901 | 1906 | 1911 | 1921 | 1926 | 1931 | 1936 | 1946 | 1954 |
| ---- | ---- | ---- | ---- | ---- | ---- | ---- | ---- | ---- |
| 726  | 730  | 681  | 580  | 562  | 540  | 519  | 468  | 438  |

| 1962 | 1968 | 1975 | 1982 | 1990 | 1999 | 2006 | 2008 | 2013 |
| ---- | ---- | ---- | ---- | ---- | ---- | ---- | ---- | ---- |
| 421  | 379  | 343  | 320  | 319  | 319  | 318  | 318  | 324  |

| 2018 | 2022 | - | - | - | - | - | - | - |
| ---- | ---- | - | - | - | - | - | - | - |
| 301  | 300  | - | - | - | - | - | - | - |

### Enseignement
La commune dépend de la circonscription académique de La Châtre.

### Manifestations culturelles et festivités
Le 27 juin 2021, la commune de Sarzay organise son premier Salon du livre sous l’impulsion de l’écrivain, habitant et conseiller municipal de Sarzay Christophe Grandemange. Le salon accueille 36 écrivains régionaux et nationaux âgés de 27 à 84 ans, parmi lesquels Gabriel Yacoub, auteurs de romans, de romans policiers, de nouvelles, de biographies et de bande dessinée, dont certains ont écrit comme Christophe Grandemange sur George Sand. À cette occasion, le ténor Stéphane Sénéchal — petit-fils de Casimir Dudevant, époux de George Sand, dont Christophe Grandemange a écrit une biographie — donne un récital en l’église de Sarzay,.

### Sports
La commune possède un club de football (AS Sarzay).

### Médias
La commune est couverte par les médias suivants : La Nouvelle République du Centre-Ouest, Le Berry républicain, L'Écho - La Marseillaise, La Bouinotte, Le Petit Berrichon, L'Écho du Berry, France 3 Centre-Val de Loire, Berry Issoudun Première, Vibration, Forum, France Bleu Berry et RCF en Berry.

## Économie
La commune se situe dans la zone d’emploi de Châteauroux et dans le bassin de vie de La Châtre.
La commune se trouve dans l'aire géographique et dans la zone de production du lait, de fabrication et d'affinage du fromage Valençay.
Un camping est présent dans la commune. Il s'agit du camping La Ferme d'Helice qui dispose de 6 emplacements.

## Culture locale et patrimoine

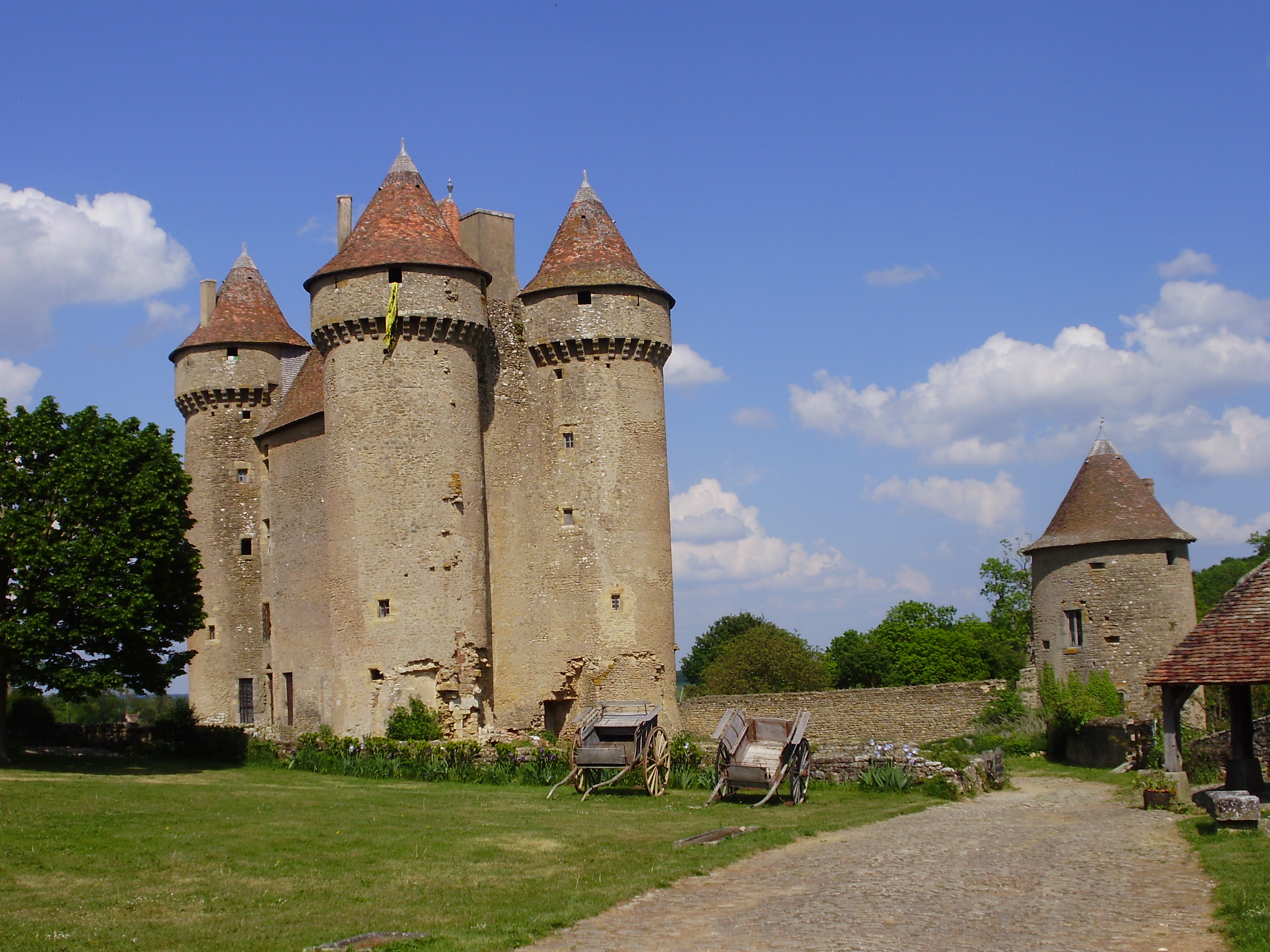
Le château de Sarzay en 2011

### Lieux et monuments
- Château de Sarzay, classé au titre des monuments historiques en 1912.
- Église Saint-Pierre
- Monument aux morts

### Labels et distinctions
Sarzay a obtenu au concours des villes et villages fleuris une fleur en 2004, 2005, 2006, 2007 et 2008.